# Thời trang phản kháng xã hội ở Nhật Bản
Theo ngạn ngữ cổ Nhật Bản "chiếc móng nhướn lên sẽ bị đập xuống" (でるくぎはうたれる derukugihautareru) thì các phong cách thời trang Lolita (ロリータ roriita) và Ganguro (ガングロ) bị nhìn với cặp mắt vô cùng khinh thường, bị coi là phân nhóm ở rìa của văn hóa Nhật. Trang phục là một trong những cách dễ dàng nhất để tạo nên sự khác biệt của bản thân trong xã hội Nhật Bản. Mặc dù phong cách Ganguro được thể hiện theo cách công khai và gây sốc, trong khi đó phong cách Lolita lại có gì đó tinh tế hơn. Tuy nhiên cả hai đều đi theo quan niệm của phương Tây về sự hấp dẫn, trong đó các thiếu nữ Ganguro gợi lên hình ảnh cô gái California hay gu thẩm mỹ hip-hop của người da đen, còn phong cách Lolita gợi nhắc đến phong cách nghệ thuật Rococo, thời kỳ Victoria và thời kỳ Edward ở châu Âu cận đại. Điều này mâu thuẫn trực tiếp với chủ nghĩa dân tộc và hình ảnh đồng nhất của người dân Nhật Bản. Soi xét một cách tỉ mỉ hơn thì, kiểu ăn mặc này mang đến nỗi hổ thẹn cho gia đình bởi có quá nhiều sự chú ý kéo theo đối với đứa trẻ và có thể xung đột với những quan niệm về đạo đức, về vai trò xã hội cũng như phản lại lòng hiếu thảo (おやこうこう oyakoukou) và tinh thần Khổng giáo (Nho giáo) của người Nhật, bởi cả hai thứ này đều là bộ phận quan trọng cấu thành nên xã hội Nhật Bản.
Có nhiều ý kiến suy đoán rằng: những phong cách thời trang này bộc lộ sự bất mãn về tâm lý, là một cách để tìm kiếm những nhóm người chấp nhận những lối thoát cảm xúc cũng như là cách để gây sự chú ý hay thể hiện sự oán giận lên khuôn mặt thờ ơ, hờ hững trong gia đình của những người bố người mẹ bận rộn với công việc, hoặc để tự cô lập chính mình, hù dọa người khác hay là sự căng thẳng ở trường học.

## Ganguro

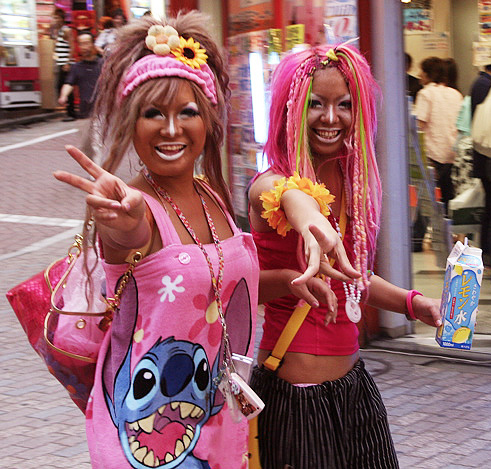
Phong cách thời trang Ganguro